# Обыкновенная гага

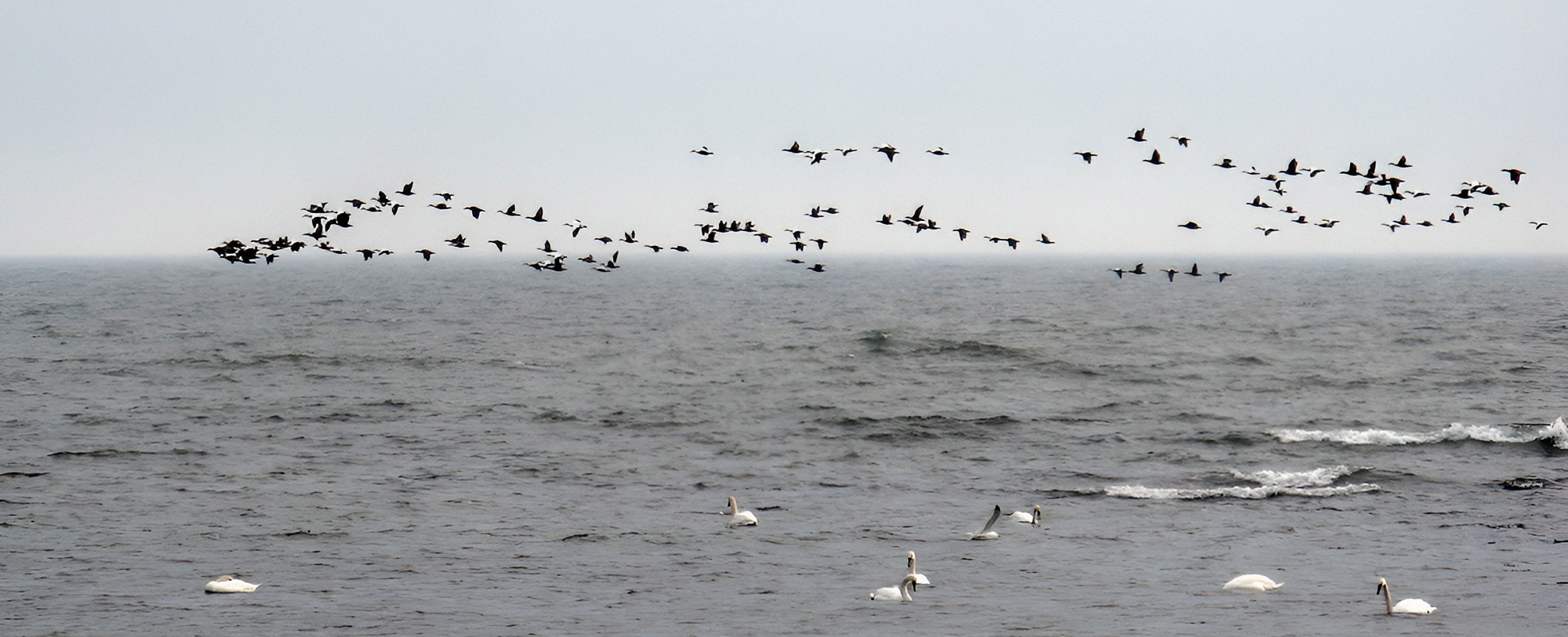
Стая гаг

Обыкнове́нная га́га (лат. Somateria mollissima) — крупная морская птица из семейства утиных, распространённая вдоль северных побережий Европы, Восточной Сибири и Северной Америки. Бо́льшую часть жизни проводит в море на небольшом расстоянии от берега, где её часто можно увидеть «танцующей» на волнах либо летящей очень низко над водой. Гнездится колониями на арктическом побережье, островах Северного Ледовитого океана и северных умеренных широт. Зимует в прибрежных водах в южной части гнездового ареала либо к югу от него. Вне сезона размножения образует большие стаи. Питается моллюсками и ракообразными, за которыми ныряет на морское дно.
Известна прежде всего своим лёгким эластичным пухом, которым утепляют одежду полярников и альпинистов. На севере Европы и в Исландии получила развитие отрасль хозяйства, занятая сбором и обработкой гагачьего пуха. Ненцы называют этих птиц «морскими гагами».
Не следует путать гаг и гагар: эти птицы, несмотря на созвучность названий, относятся к разным отрядам (к гусеобразным и гагарообразным соответственно), при этом существенно отличаются друг от друга по внешнему виду. Гаги известны благодаря своему пуху, гагар же раньше добывали на шкурки — «птичий мех» или «гагарьи шейки» для дамских шапочек.

## Описание

### Внешний вид

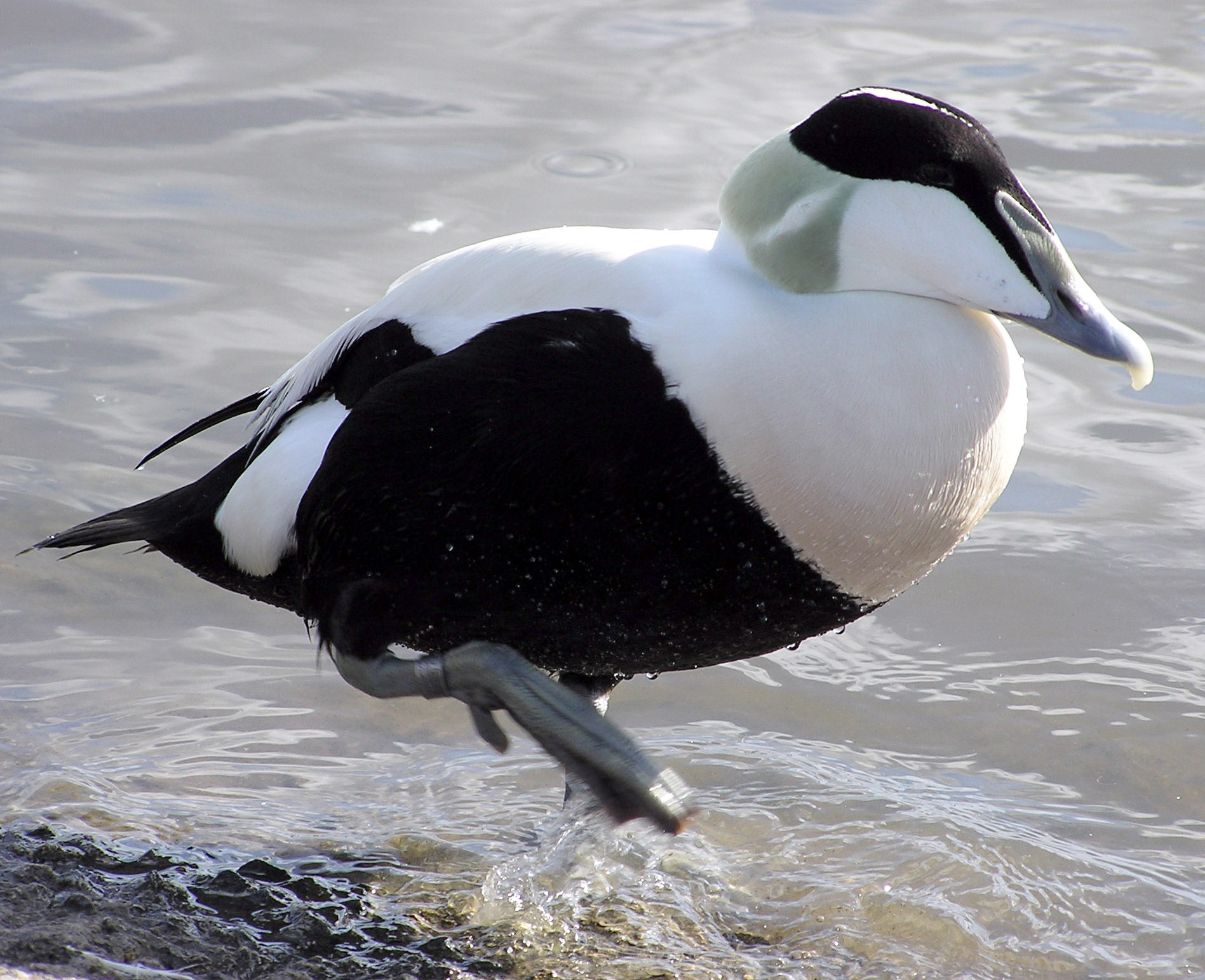
Самец-гагун

Очень крупная, коренастая утка с относительно короткой шеей, большой головой и гусиным клинообразным клювом. Размером с небольшого гуся: длина тела 50–71 см, размах крыльев 80–108 см, масса 1,8–2,9 кг. В окрасе ярко выражен половой диморфизм.
Самец сверху преимущественно белый, за исключением чёрной бархатистой шапочки на темени, зеленоватого затылка и чёрного надхвостья. На груди заметен нежный розовато-кремовый налёт. Низ и бока чёрные, с большими белыми пятнами по бокам подхвостья. Цвет клюва отличается у отдельных подвидов — он может быть жёлто-оранжевым либо серовато-зелёным; также различается форма рисунка на клюве (см. раздел «Классификация и подвиды»). У тихоокеанского подвида S. m. на подбородке имеется чёрный V-образный рисунок.
В оперении самки сочетание буровато-коричневого фона и многочисленных чёрных пестрин в верхней части тела, особенно крупных на спине. Клюв зеленовато-оливковый или оливково-бурый, тёмнее, чем у самца. Если селезень легко распознаётся по сравнению с другими утками, то самку иногда можно спутать с самкой родственной гаги-гребенушки (Somateria spectabilis). От последней её можно отличить по более массивной голове и по форме клюва: у гребенушки вырезы оперения со стороны щёк и лба примерно равной длины, тогда как у обыкновенной гаги вырез со стороны щеки заметно длиннее и почти достигает ноздрей.
Молодые птицы в целом похожи на самку, но имеют более тёмное, монотонное оперение с узкими пестринами. Брюшная сторона серая.

### Передвижения

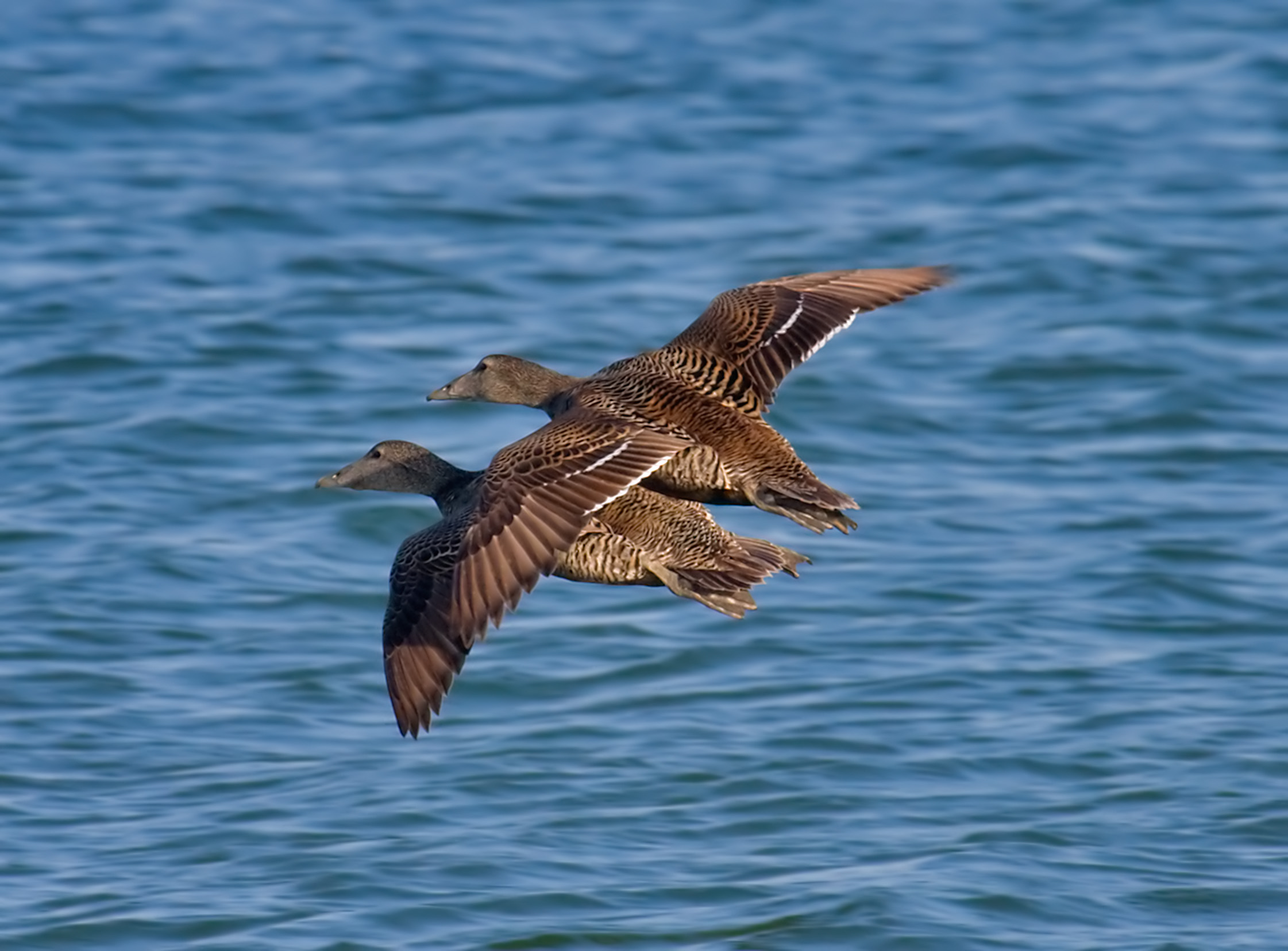
Две летящие самки

Типично морской вид, обыкновенная гага на берег выходит только для размножения, поэтому передвигается на суше очень неуклюже, вперевалочку. В воздухе выглядит очень грузной, тяжёлой, летит со скоростью 55–65 км/ч. Над водой держится очень низко, над самыми гребнями волн, делая глубокие равномерные взмахи крыльями. Хорошо плавает даже при сильном волнении и прекрасно ныряет на глубину от 3 до 20 метров, а в отдельных случаях и до 50 м, используя для передвижения под водой крылья.

### Голос
Гаги голосисты только в сезон размножения; в остальное время, как правило, молчаливы. Голос самца — глухое воркующее «агууу-агууу», которое он издаёт во время совместного ухаживания, — отдалённо напоминает крик филина. Голос самки — низкое кряканье «корр-крр-крр», немного похожее на стук лодочного мотора.

## Распространение

### Гнездовой ареал
Основные районы обитания — арктические, субарктические и северные с умеренным климатом побережья Канады, Европы и Восточной Сибири. На востоке Северной Америки гнездится на территории, простирающейся к югу до Новой Шотландии и американского штата Мэн, включая Гудзонов залив, залив Джеймс, полуостров Лабрадор, острова Ньюфаундленд, Саутгемптон, Корнуоллис и Сомерсет. На западе материка область гнездовий ограничена Аляской на юг до залива Кука и острова Кадьяк, и северным арктическим побережьем на восток до пролива Дис и полуострова Мелвилл, включая острова Банкс и Виктория. К западу от Аляски населяет Алеутские острова и острова Святого Лаврентия и Святого Матвея.
Подвид borealis обитает на островах северной Атлантики и Северного Ледовитого океана от Баффиновой Земли на восток до Земли Франца-Иосифа, в том числе в Гренландии, Исландии, на островах Элсмир, Ян-Майен, Медвежий, Оркнейских, Шетландских и Гебридских, на архипелаге Шпицберген. Фарерские острова — область распространения подвида faeroeensis.

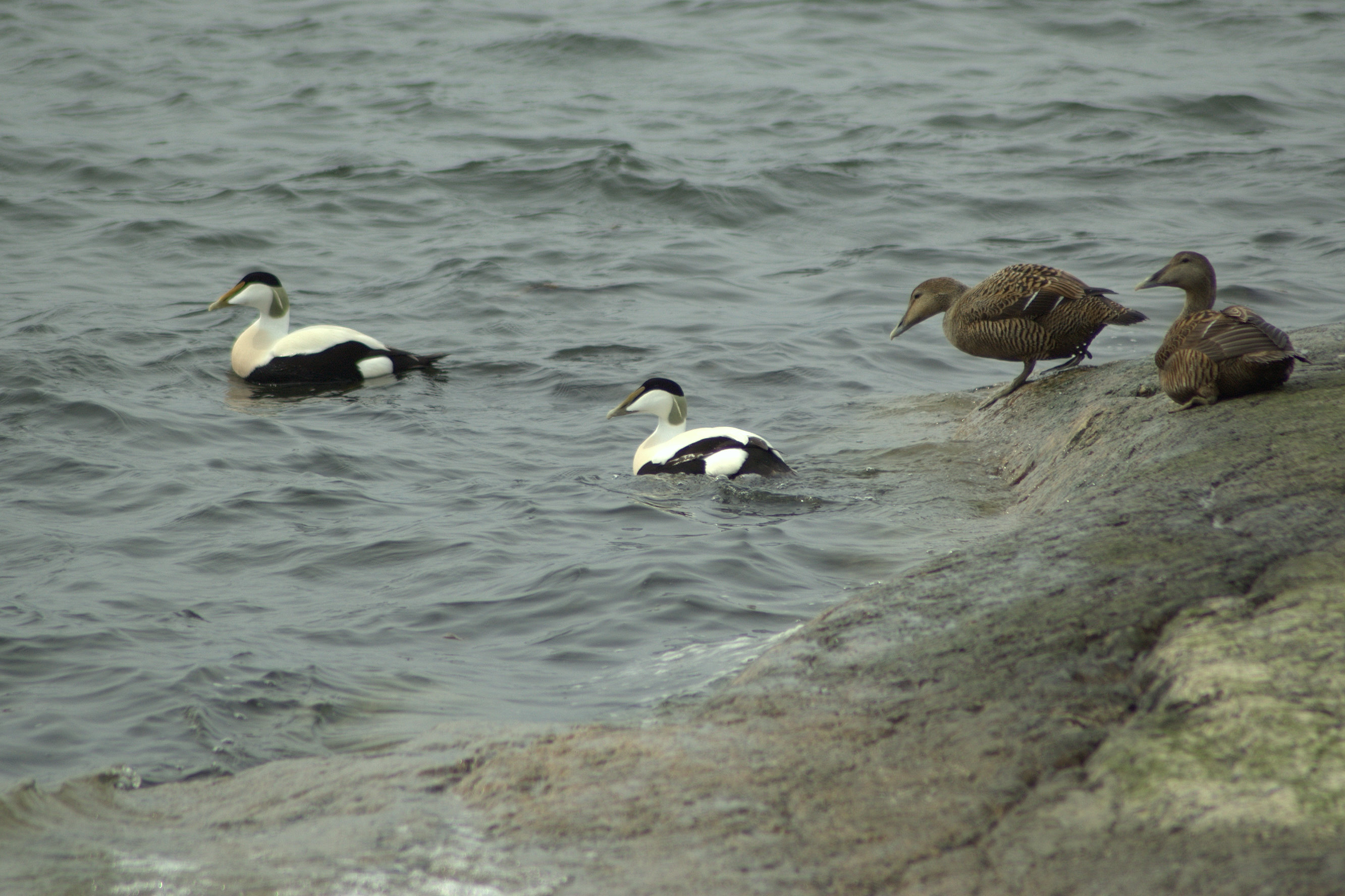
Гага отдаёт предпочтение небольшим каменистым островам, где нет наземных хищников

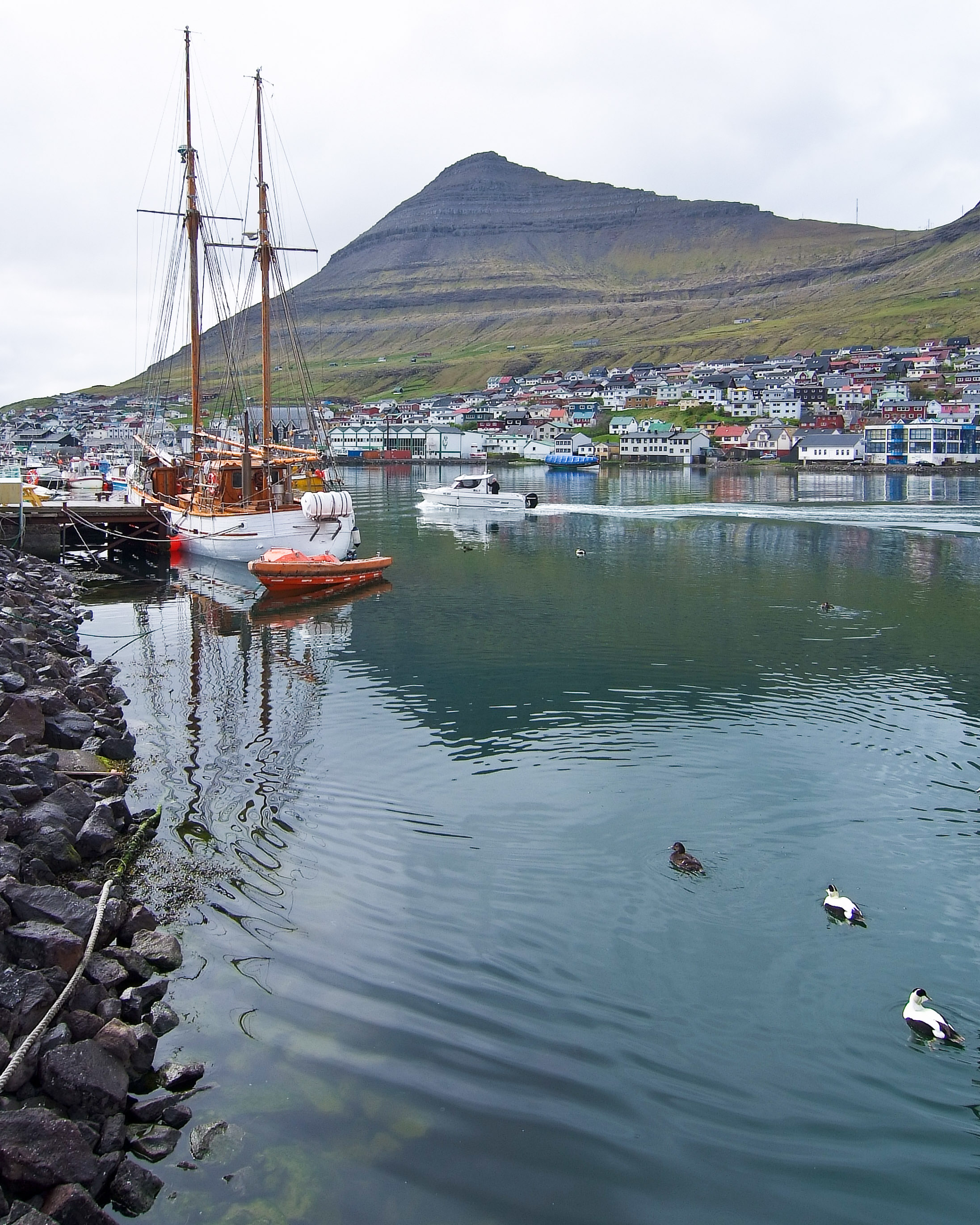
Гаги обычны на Фарерских островах

В Европе распространён номинативный подвид mollissima — район обитания охватывает Британские острова, прибрежные воды Северного и Балтийского морей, побережье Скандинавии, Кольского полуострова и Белого моря к югу до Кандалакши, восточнее до Новой Земли и острова Врангеля. Возможно, гнездится на побережье полуострова Канина Начиная со второй половины XX века, оседлые стайки гаг были обнаружены значительно южнее — на Чёрном море в районе Черноморского заповедника.. Наконец, на северо-востоке Евразии район обитания охватывает побережье от Чаунской губы к востоку до Берингова пролива и далее на юг до северо-восточных берегов Камчатки, а также северо-восточное побережье Охотского моря от Тауйской губы к востоку до Пенжинской губы. Включает в себя острова Новосибирские, Вайгач, Врангеля, Карагин, Медный, Беринга, Диомида.

### Характер пребывания
Несмотря на суровый северный климат, гага с трудом покидает районы гнездовий, пока море не покрыто слоем льда и птица способна добыть себе пропитание. При этом места зимовок не обязательно находятся в более южных широтах, а иногда и значительно севернее.
В Европе многие популяции ведут оседлый образ жизни, остальные частично мигрируют. Многие птицы из северных регионов России, Финляндии, Швеции и Норвегии вместе с местными популяциями зимуют на западном побережье Мурманской области, где Гольфстрим не позволяет воде замёрзнуть. Другие перемещаются на запад и север Норвегии, а также в сторону Балтийского и Ваттового морей. Популяции Белого моря — Онежской губы, Кандалакшского залива и Соловецких островов — в холодное время года концентрируются в Онежской губе. В Нидерландах большая часть птиц остаётся на местах, остальные перемещаются к южным и восточным берегам Великобритании, в Нормандию и в малом количестве в воды Бискайского залива. На Земле Франца Иосифа все гаги мигрируют, однако места их зимовок остаются невыясненными.
Из северо-восточных регионов России, а также из Аляски и северо-западной Канады гаги перемещаются в сторону Берингова моря, где огромные стаи собираются в срединной части акватории у границы ледяного покрова, у островов Диомида, Командорских и Алеутских островов. Другой пункт назначения американских гаг — западное побережье континента к югу до Ванкувера. Популяции восточных популярных регионов Канады зимуют от Лабрадора к югу до Новой Шотландии, изредка достигая берегов Новой Англии. Из западного побережья Гренландии большинство птиц перемещается на юго-запад острова, из восточного возможно в Исландию, где зимует совместно с местными оседлыми гагами.

### Местообитания
Кормовой биотоп — литоральные участки моря с изобилием моллюсков и других донных обитателей, где глубина не превышает нескольких метров. Гнездится на каменистых берегах, часто на небольших скалистых островах, недоступных для песцов и других наземных хищников. Вглубь материка или острова не залетает, гнёзда устраивает на расстоянии не более 0,5 км от воды. Возле пологих песчаных пляжей не встречается.

## Размножение

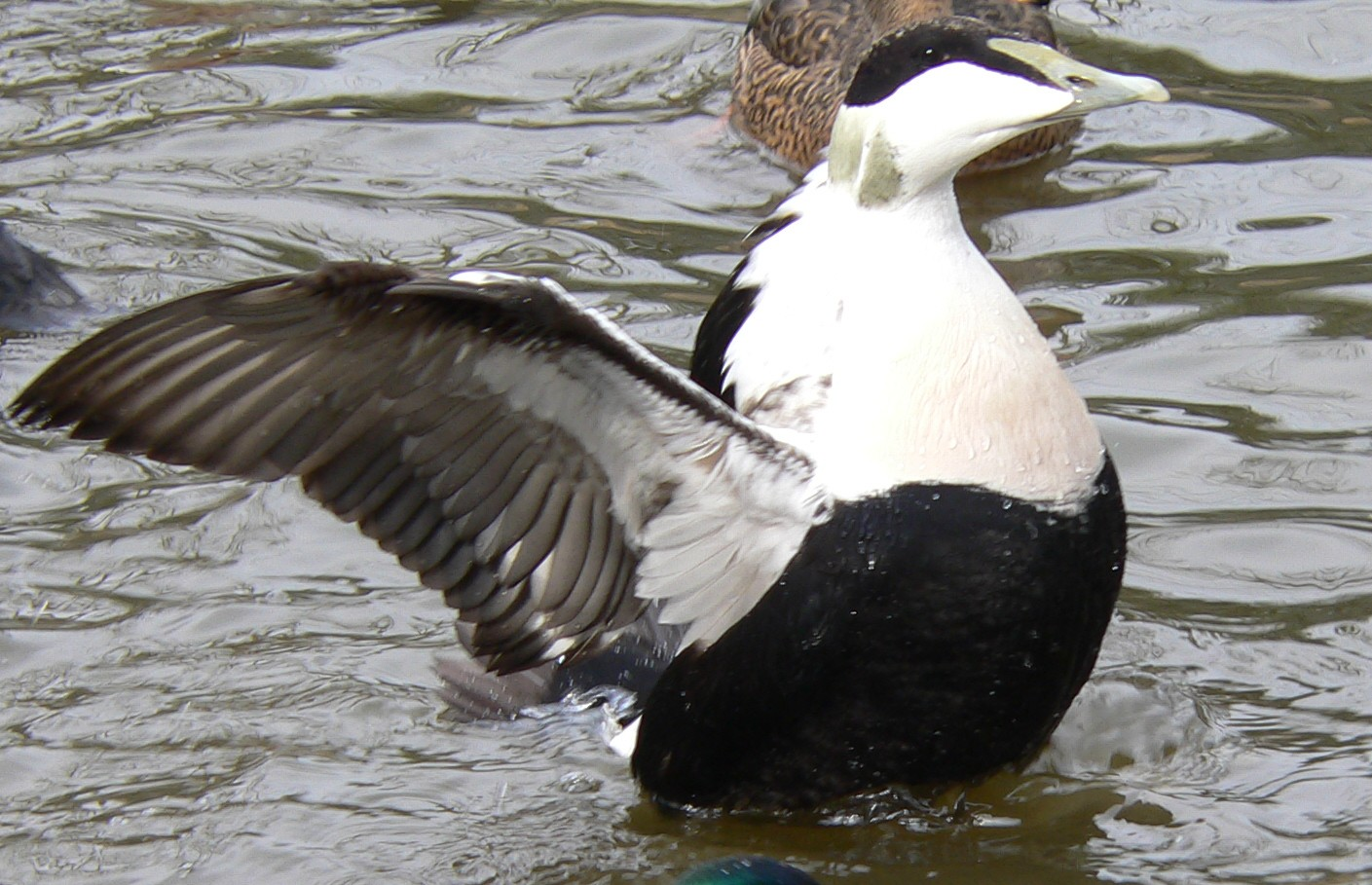
Демонстративное поведение самца

Моногам. Гнездится колониями, изредка одиночными парами, начиная со второго или, скорее, третьего года жизни. Большинство пар образуются ещё на зимовках и к местам гнездовий прибывает вместе. Весной селезень становится очень возбуждённым, часто токует перед самкой, даже когда пара уже сформирована. Во время ухаживания он приподнимается на воде, держа туловище почти вертикально, взмахивает крыльями и демонстрирует самке своё чёрное брюхо. Клюв вначале прижат в груди, однако затем селезень вскидывает его вертикально вверх вместе с шеей и издаёт громкий глухой воркующий крик. Зачастую одну самку окружают сразу несколько самцов, и между ними нередки драки. Самцы-первогодки также ведут себя демонстративно, однако пар не образуют и зачастую в колониях не появляются, оставаясь на зимних квартирах. На обустройство гнезда много времени не уходит, птицы прибывают на сушу лишь перед самым началом размножения — как правило, это обычно происходит во второй половине апреля или мае, но на крайнем севере иногда и несколько позже.

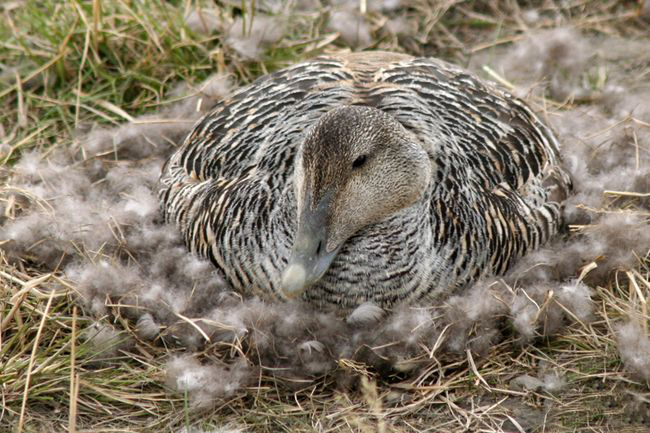
Наседка

Размер колоний и расстояние между соседними гнёздами сильно варьируют: наибольшая плотность достигается на открытых скалистых участках, где на одном квадратном метре может находиться по 2 или 3 гнезда. Количество птиц в отдельных случаях может достигать тысячи и более особей — например, такие колонии отмечены в Исландии. Птицы избегают обрывистых берегов и острых скал, а в местах с неровным рельефом, расщелинами и пещерками селятся разрозненно. Колония может находиться как прямо у кромки воды, так и в нескольких сот метрах от неё, но обязательно должна иметь пологий спуск к морю.

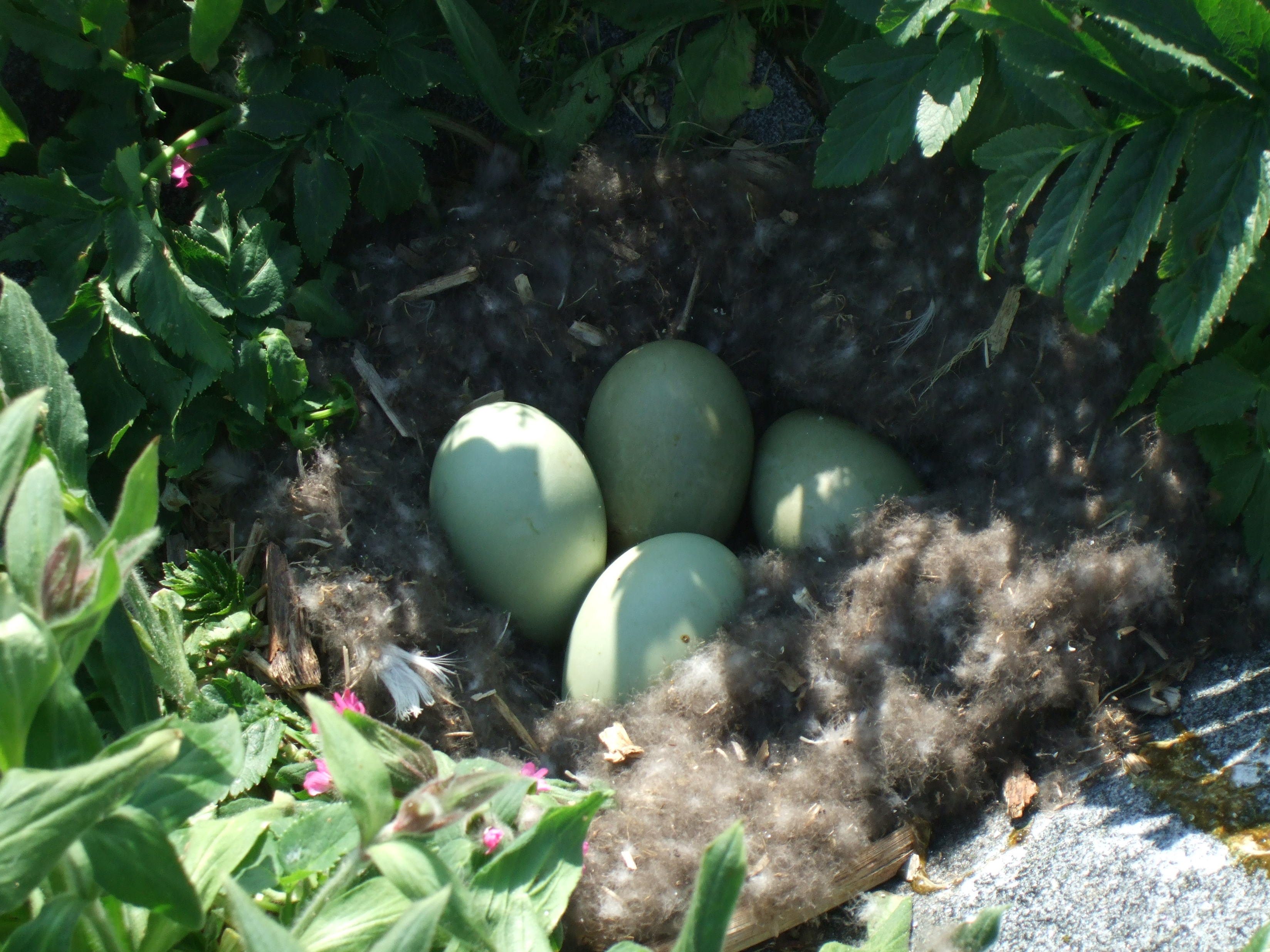
Кладка

Гнездо представляет собой ямку диаметром 20—25 см и глубиной около 10 см, вырытую в торфе и выложенную редкой растительностью и обильным слоем серого пуха, который самка выщипывает из нижней части груди и брюшка. Оно может быть как полностью открытым, так и спрятанным у большого камня, в ложбинке или под сенью лап большой ели. Одно и то же углубление может использоваться несколько лет подряд, однако птицы избегают остатков прошлогоднего пуха, и при его наличии гнездятся рядом. Иногда своего гнезда нет вовсе, а яйца подбрасываются в гнёзда других птиц — турпана, длинноносого крохаля, серебристой чайки или клуши. В году одна кладка, обычно состоящая из 4—6 (реже 1—8) крупных яиц бледно-оливкового или зеленовато-серого цвета без рисунка. Размеры яиц: (69—95) х (47—58) мм. В день откладывается по одному яйцу, и параллельно добавляется новая порция пуха — в результате к концу кладки яйца оказываются почти полностью укрытыми. По краям гнезда создаётся валик из того же пуха.

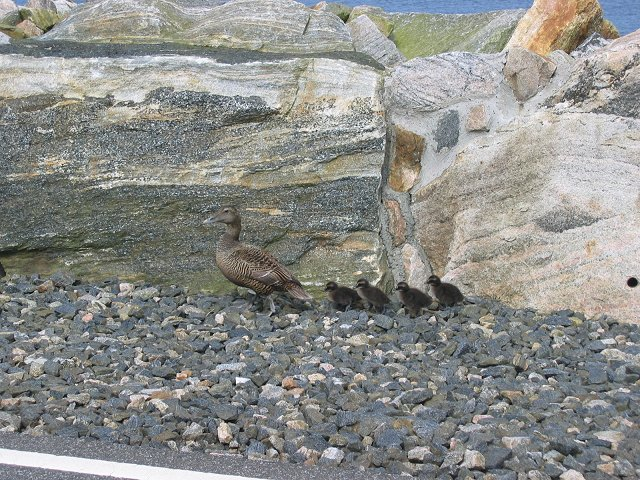
Пуховички

Насиживание начинается с последнего яйца, сидит одна самка в течение 25—28 дней. В первое время селезень находится возле гнезда, однако вскоре теряет к нему интерес и возвращается в море, нисколько не заботясь о потомстве. К концу насиживания утка сидит очень плотно и не принимает пищи, так что к ней можно подойти вплотную и дотронуться. Утята появляются в течение нескольких часов, и первые день или два держатся возле гнезда — ловят комаров. Затем самка уводит пуховиков в сторону моря (реже на внутренний водоём), где они кормятся среди прибрежных камней. На воде выводки зачастую смешиваются друг с другом и с холостыми птицами, образуя крупные разновозрастные скопления. К концу второго месяца птенцы размерами догоняют взрослых и становятся полностью самостоятельными, а в возрасте 65—75 дней начинают летать. В среднем обыкновенные гаги живут около 18 лет, а максимально известный возраст — более 37 лет — был зарегистрирован на Британских островах.

## Питание
Кормится преимущественно моллюсками (особенно мидиями и литторинами), которых добывают со дна моря. Кроме того, употребляет в пищу ракообразных (в том числе бокоплавов, балянусов и равноногих), иглокожих и других морских беспозвоночных. Изредка употребляет в пищу рыбу. В период размножения самка также питается растительными кормами, которые находит на побережье — водорослями, ягодами, семенами и листьями трав.

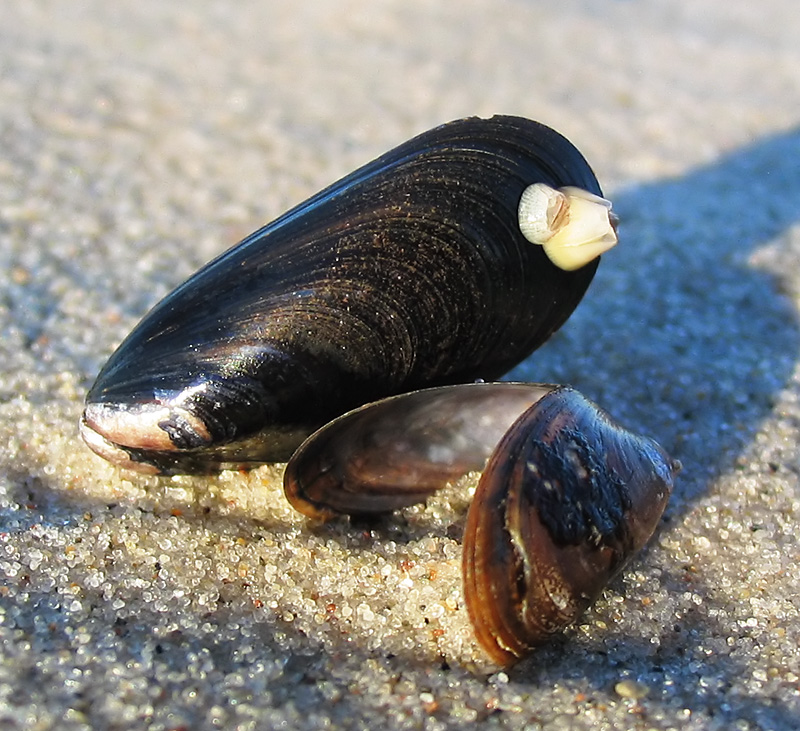
Мидии — одно из любимых лакомств гаги

Основной способ добычи — ныряние на морское дно, где глубина обычно составляет 2—4 м. Однако, известно, что птицы спокойно погружаются на глубину до 20 м и держатся под водой более минуты. Пищу заглатывают целиком и затем переваривают в мускульном желудке. Кормятся в светлое время суток группой, при этом вожак стаи ныряет первым, а после него следуют остальные птицы. Спустя 15 — 30 минут после начала охоты следует перерыв, во время которого птицы выходят на берег, отдыхают и переваривают пищу. В суровые зимы гаги стараются беречь энергию — ловят более крупную добычу либо вовсе отказываются от еды на период похолодания.

## Враги и паразиты
В полярных районах основными хищниками, которые охотятся на гаг, считаются белая сова и песец. В более южных широтах на птиц нападают орлан-белохвост, рыжая лисица и филин. Наиболее уязвимы птицы в период размножения: во время насиживания утка не покидает гнездо, а появившиеся на свет утята не способны летать и плавать. В это время они зачастую становятся лёгкой добычей для чаек и врановых — чёрной, серой вороны и обыкновенного ворона. Поселяются в птицах и различные паразиты, в том числе некоторые виды трематодов, цестодов и скребней.

## Птица и человек

### Промысел

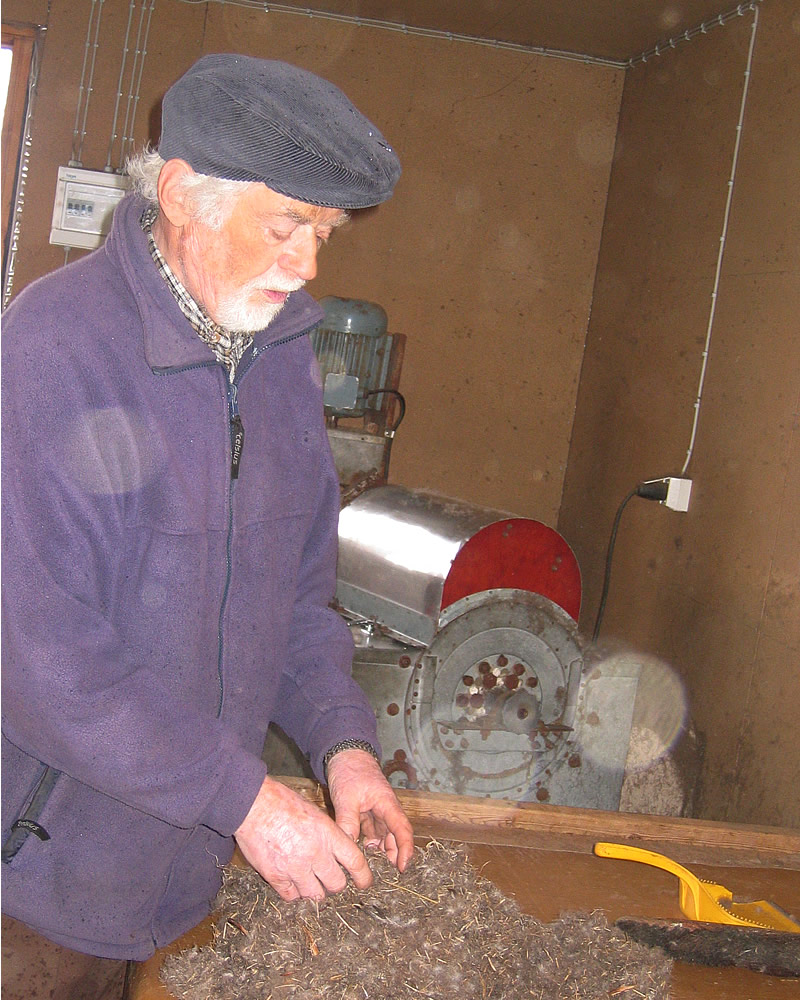
Обработка пуха

Когда говорят об обыкновенной гаге, чаще всего упоминают очень лёгкий и тёплый гагачий пух, который широко используется для набивки подушек, одеял и тёплой одежды северян, альпинистов и космонавтов. По своим качествам, прежде всего низкой теплопроводности, эластичности и малому весу, этот пух превосходит аналогичный пух любого другого пернатого. Многие северные страны занимаются сбором и обработкой пуха, однако первой в этом промысле традиционно считается Исландия. Специалисты полагают, что уже в XV и XVI веках исландские заготовители активно торговали этим товаром с Англией Заготовкой пуха занималась и Россия — в XVI веке поморы принимали участие в заготовке пуха на Шпицбергене, а в XVII веке среди товаров, которые русские купцы завозили в Голландию, значился и «птичий пух».. Гнездовой пух, растущий на брюхе, по своей структуре несколько отличается от пуха других частей тела — он более длинный и имеет бо́льшее количество бороздок, которые, цепляясь друг с другом, придают ему эластичность. По этой причине пух именно собирают из гнезд, а не ощипывают с мёртвых птиц.

#### Ранняя история
История взаимоотношений гаги и человека уходит корнями в глубокую древность, задолго до появления письменности в северных широтах. Наиболее древнее свидетельство охоты на эту птицу было обнаружено при раскопках древнего культурного поселения Йомала (фин. Jomala) на Аландских островах в Балтийском море. На территории этого поселения, существовавшего в эпоху неолита в промежутке между 3400 и 2800 гг до н. э., были найдены многочисленные останки костей нескольких видов птиц, большая часть которых принадлежала обыкновенной гаге. На основании анализа специалисты сделали вывод, что гага, наряду с охотой на тюленя и рыболовством, играла очень важную роль в рационе местных жителей.
Наиболее раннее письменное упоминание обыкновенной гаги содержится в записях, оставленных монахом и епископом Кутбертом Линдисфарнским, жившем в VII веке в Нортумбрии (ныне территория Англии). Согласно источнику, этот священнослужитель (ныне признанный одним из самых почитаемых святых Британских островов) в 676 году уединился в пещере на одном из островов Фарн (англ. Farne Islands), где занялся содержанием этих уток, и использовал их пух для своих нужд. Поскольку остров часто посещали пилигримы, Кутберт написал правила, регулирующие охрану гнездовий гаг и других морских птиц — эти правила считаются первым в мире известным законодательным актом об охране природы. Местные жители до сих пор называют гаг Cuddy’s Duck, то есть утками Кутберта.
Другим документом, где упоминается обыкновенная гага, считается древнеанглийский перевод «Истории мира» Орозия, составленный английским королём Альфредом Великим позднее 890 года. В свой перевод монарх включил донесение прибывшего в Англию Оттара из Холугаланда о плавании от берегов Северной Норвегии в Белое море и в датский порт Хедебю. Оттар рассказывает, что в Норвегии местные жители платили ему подати «из оленьих шкур, и из гагачьего пуха, и из моржовой кости, и из канатов, сделанных из моржовой кожи, и из тюленей». В «Саге об Эгиле» (Egils saga Skallagrimssonar), написанной на древнеисландском языке около 1220 года, Торольв, сын Квельдульва, содержит гнездовья гаг, где собирает яйца.

#### Сбор пуха
Промысел развит преимущественно в Норвегии и Исландии, где обыкновенная гага не является домашней птицей, подобно курице, однако склонность к постоянным гнездовым участкам и спокойное отношение к присутствию человека сделали процесс сбора пуха относительно несложной операцией. Как правило, фермы устраиваются на небольших каменистых островах недалеко от большой земли. Чтобы оградить гнездовья от хищников (чаек, ворон), фермеры устанавливают по периметру отпугивающие предметы вроде ярких флажков или громыхающих металлических предметов. Собирают пух в два этапа: в самом начале насиживания и после его окончания, когда выводки покидают гнёзда (в ряде регионов сбор пуха разрешён только в конце). В первом случае самка иногда покидает гнездо и отправляется на кормёжку, укрыв гнездо пухом. Этим моментом пользуются фермеры, изымая 17–20 г материала. Вернувшись назад, гага немедленно выщипывает из груди новую порцию пуха, а в случае его недостатка у самки это делает селезень.
В России сбором пуха, в частности, занимались в Кандалакшском заповеднике до 1990-х годов Собранный пух сдавали государству. В настоящее время сбор пуха в Кандалакшском заповеднике не производится.

### Упоминания в литературе

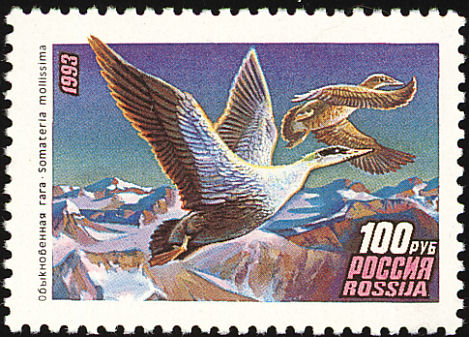
Почтовая марка России, 1993

- В романе «Собор Парижской Богоматери» Виктора Гюго с гагачьим пухом сравниваются лёгкие пушистые облака (в некоторых русскоязычных переводах упоминание пуха опущено)[38]:

Возле убогой постели находилось окно, в разбитые стекла которого, как сквозь прорванную дождём паутину, виднелся клочок неба и вдали луна, покоившаяся на ложе пушистых, как из гагачьего пуха, облаков.
Оригинальный текст (фр.)
À côté du grabat il y avait une fenêtre dont le vitrail, défoncé comme une toile d'araignée sur laquelle la pluie a tombé, laissait voir à travers ses mailles rompues un coin du ciel et la lune couchée au loin sur un édredon de molles nuées.

- В романе «Луна и грош» Сомерсета Моэма (представляющем собой биографию вымышленного персонажа  — художника Чарльза Стрикленда, прообразом которого послужил Поль Гоген) пуховое одеяло — деталь интерьера комнаты[40]:

Это была тесная комнатка, битком набитая мебелью в стиле, который французы называют стилем Луи-Филиппа. Широкая деревянная кровать, прикрытая красным одеялом из гагачьего пуха, большой гардероб, круглый стол, крохотный умывальник и два стула, обитых красным репсом. Все грязное и обтрёпанное.
Оригинальный текст (англ.)
There was a large wooded bedstead on which was a billowing red eiderdown, and there was a large wardrobe, a round table, a very small washstand, and two stuffed chairs covered with red rep

- В русской классической литературе образ гагачьего пуха можно найти у А. П. Чехова в рассказе «То была она!»[41]:

— Кто здесь? — спрашиваю я, поднимаясь. 

— Это я… не бойся! — отвечает женский голос. 

Я направился к двери… Прошло несколько секунд, и я почувствовал, как две женские ручки, мягкие, как гагачий пух, легли мне на плечи. 

— Я люблю тебя… Ты для меня дороже жизни, — сказал женский мелодический голосок.

## Классификация и подвиды
Обыкновенная гага была описана Карлом Линнеем в 10-м издании его Системы природы в 1758 году. Научное название рода происходит от двух древнегреческих слов: σῶμα («сома»), которое переводится как тело или оболочка, и ἔριον («ерион») — шерсть. Видовое название mollissima латинского происхождения, первоначальная форма mollissimus — очень мягкий, мягчайший — является превосходной степенью от слова mollis (мягкий).
Международный союз орнитологов и справочник «Handbook of the birds of the world» («Птицы мира») выделяют 6 подвидов обыкновенной гаги::
- S. m. v-nigrum Bonaparte & Gray, GR, 1855 — Северо-Восточная Сибирь на восток от Новосибирских островов и Чаунской губы, Северо-Запад Америки. Клюв оранжевый. Зеленоватый налёт на затылке также захватывает область под глазом. На подбородке чёрный V-образный рисунок.
- S. m. borealis (C. L. Brehm, 1824) — Арктические острова от Баффиновой Земли на восток до Земли Франца-Иосифа, включая Гренландию и Исландию. Клюв желтовато-оранжевый.
- S. m. sedentaria Snyder, 1941 — Гудзонов залив. Похож на dresseri, однако имеет ноготок меньшего размера.
- S. m. dresseri Sharpe, 1871 — Атлантическое побережье Северной Америки. Клюв серовато-зелёный. В отличие от остальных подвидов, надклювье с округлой, а не заострённой вершиной, доходящей почти до глаза. Зеленоватый налёт на затылке, как и у подвида v-nigra, захватывает область под глазом.
- S. m. faeroeensis C. L. Brehm, 1831 — Фарерские острова. Клюв серовато-оливковый и несколько меньшей длины, чем у номинативного подвида.
- S. m. mollissima (Linnaeus, 1758) — Свеверо-Западная и Северная Европа на восток до полуострова Канин и Новой Земли. Клюв серовато-зелёный.

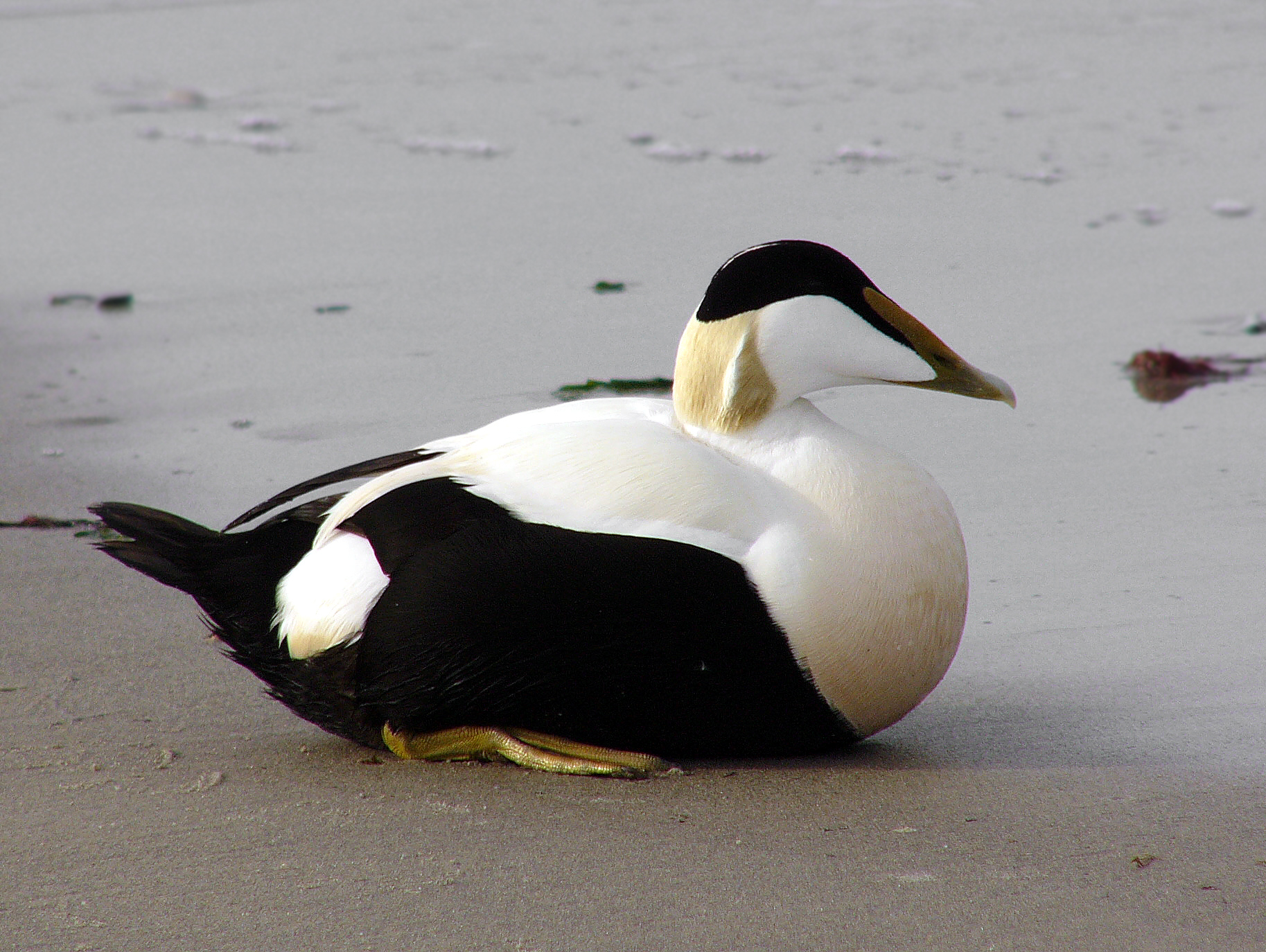
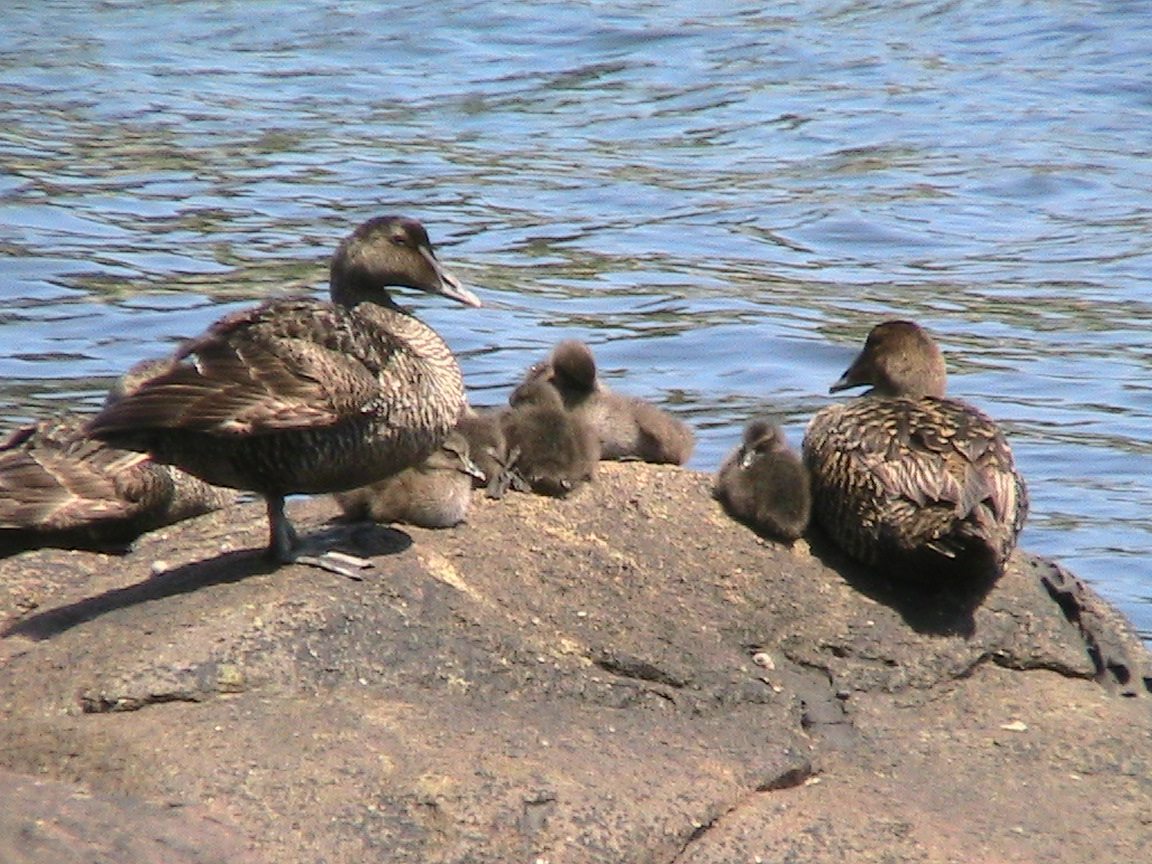
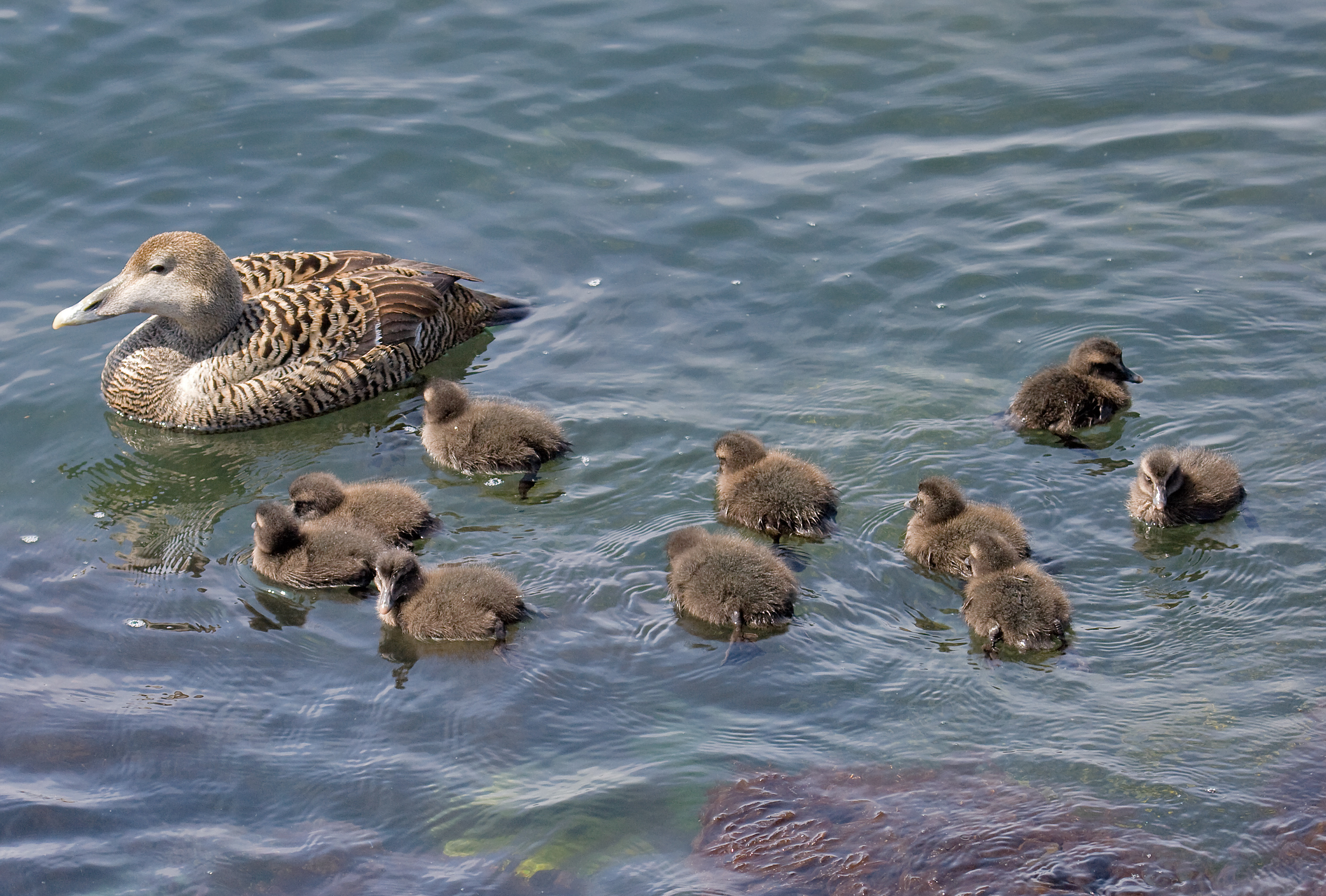
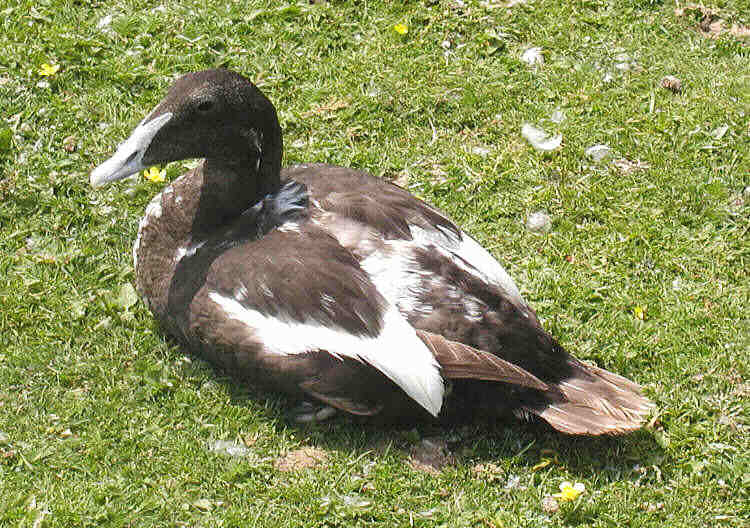